# حفل توزيع جوائز الغولدن غلوب الواحد والستون
حفل توزيع جوائز الغولدن غلوب الواحد والستون هو حفل لتكريم أفضل الأعمال السينمائية والتلفزيونية لعام 2003. أقيم الحفل بتاريخ 25 يناير 2004. وبُث في الولايات المتحدة على شبكة إن بي سي ودبي وان وإم بي سي 2 في الشرق الأوسط وشمال أفريقيا.

## الفائزين والمرشحين

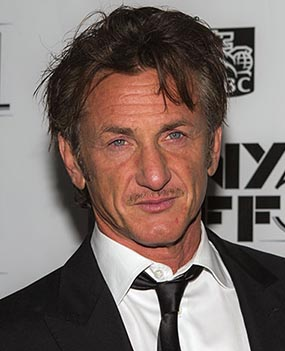
شون بن، أفضل ممثل في فيلم – دراما

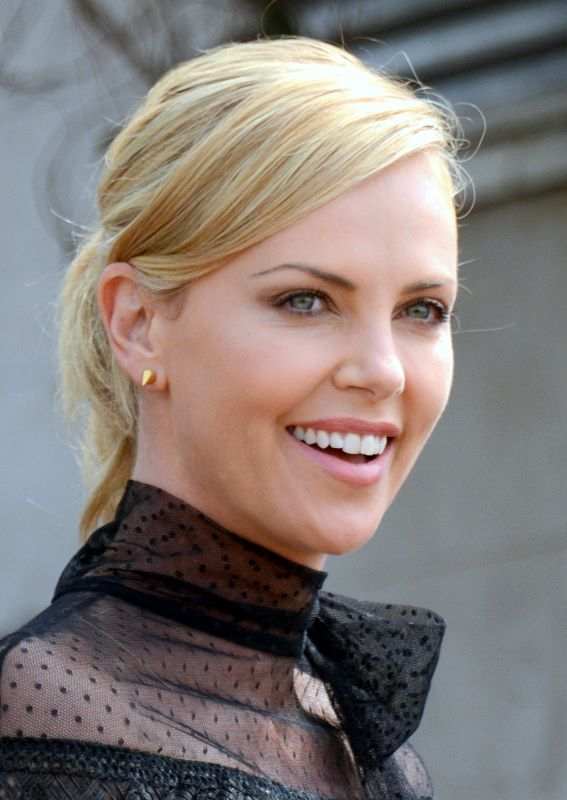
تشارليز ثيرون، أفضل ممثلة في فيلم – دراما

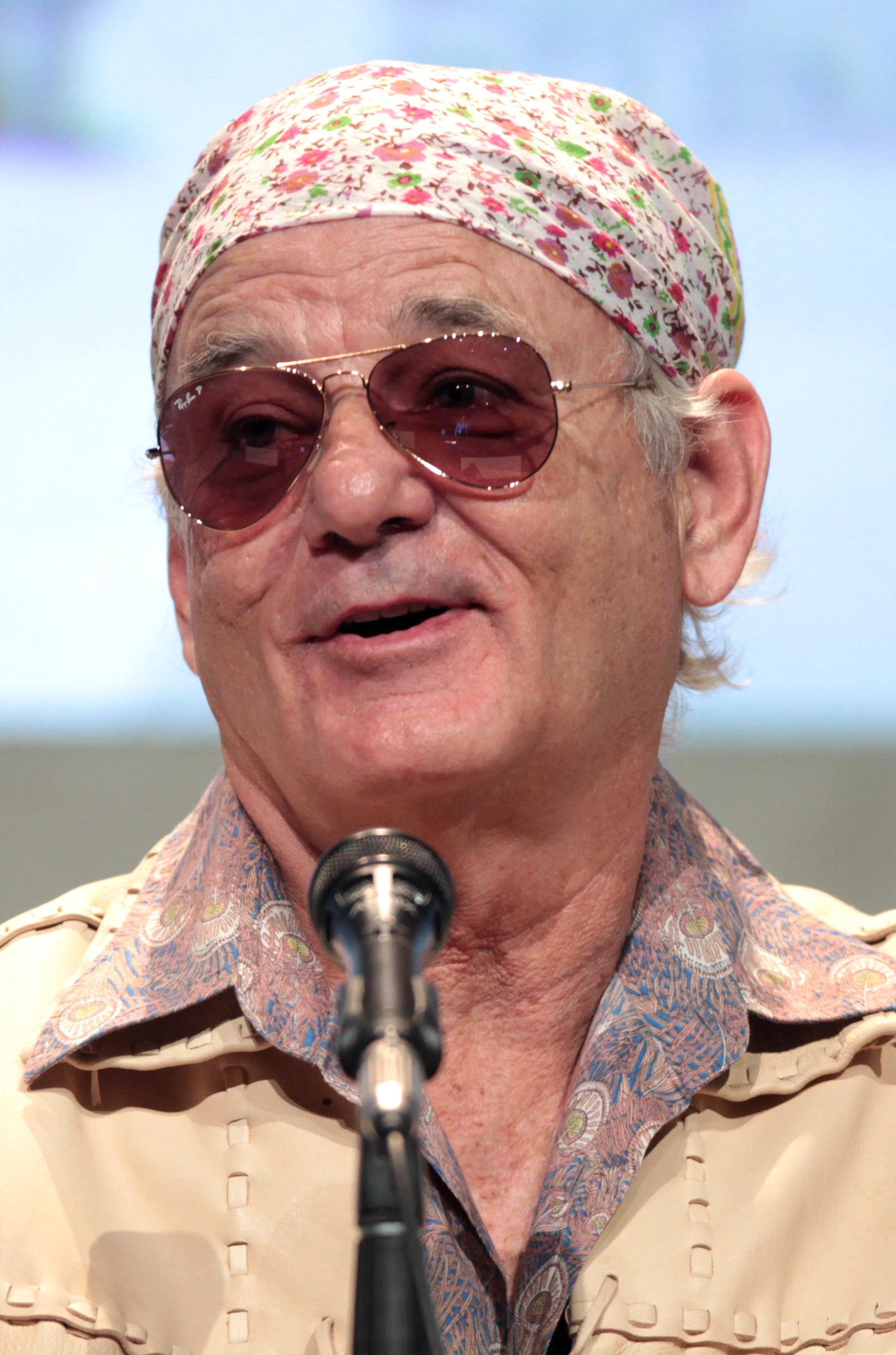
بيل موري، أفضل ممثل في فيلم – موسيقي أو كوميدي

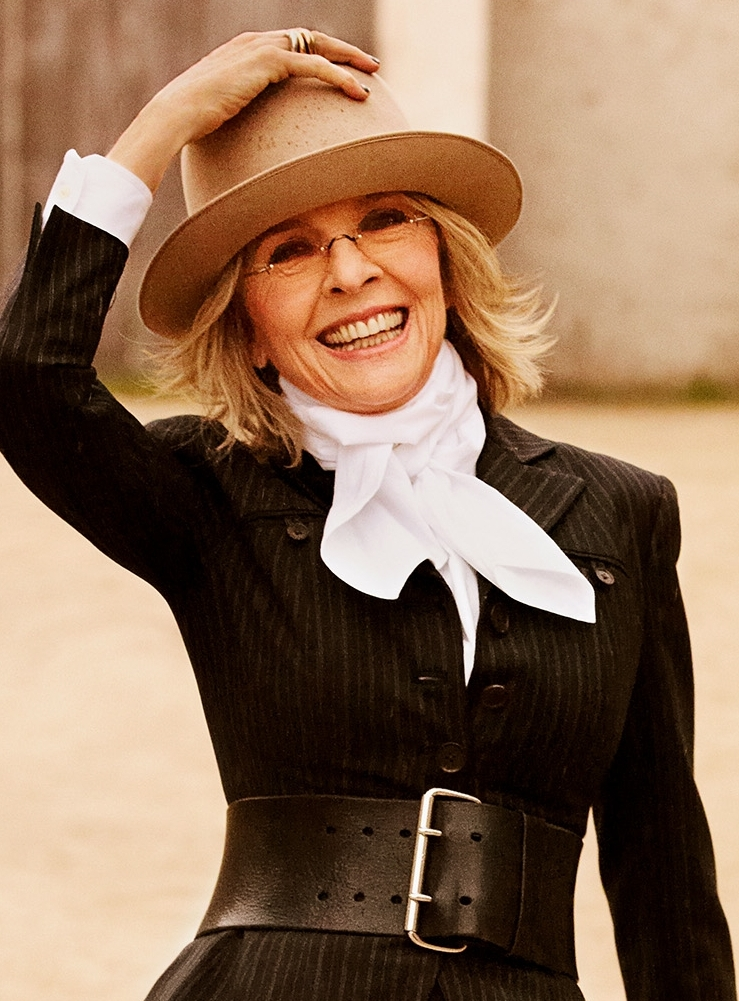
ديان كيتون، أفضل ممثلة في فيلم – موسيقي أو كوميدي

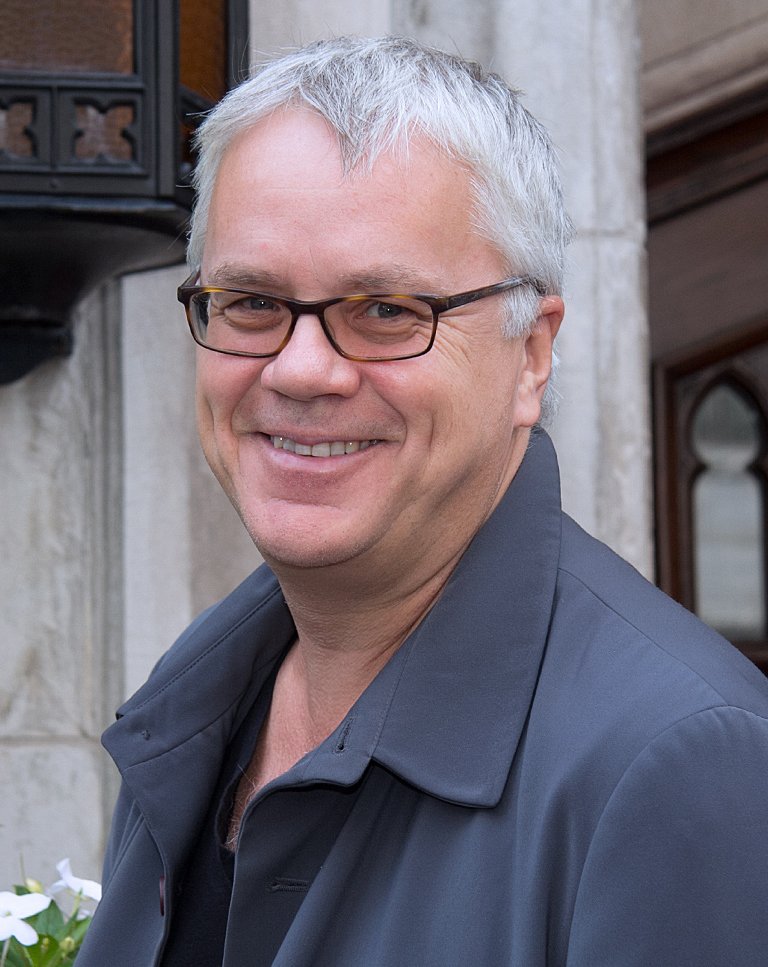
تيم روبنز، أفضل ممثل مساعد

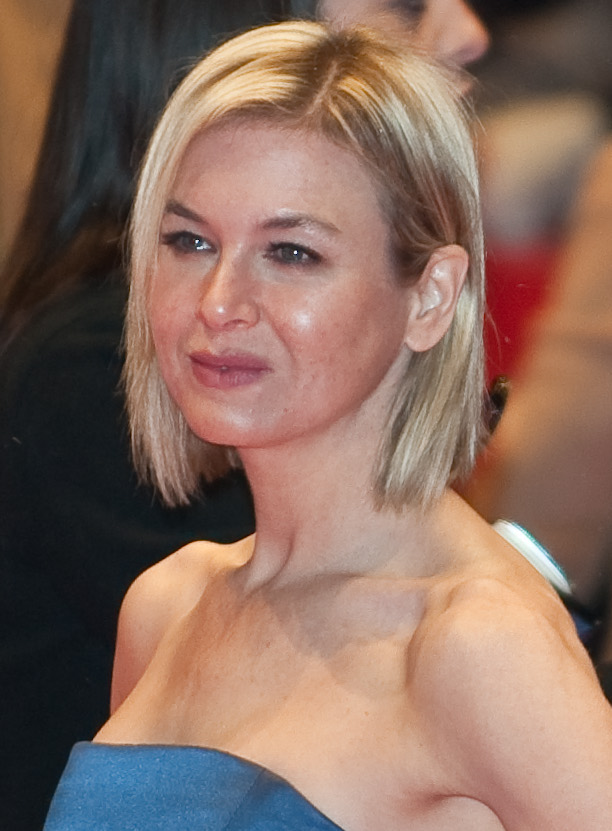
رينيه زيلويغر، أفضل ممثلة مساعدة

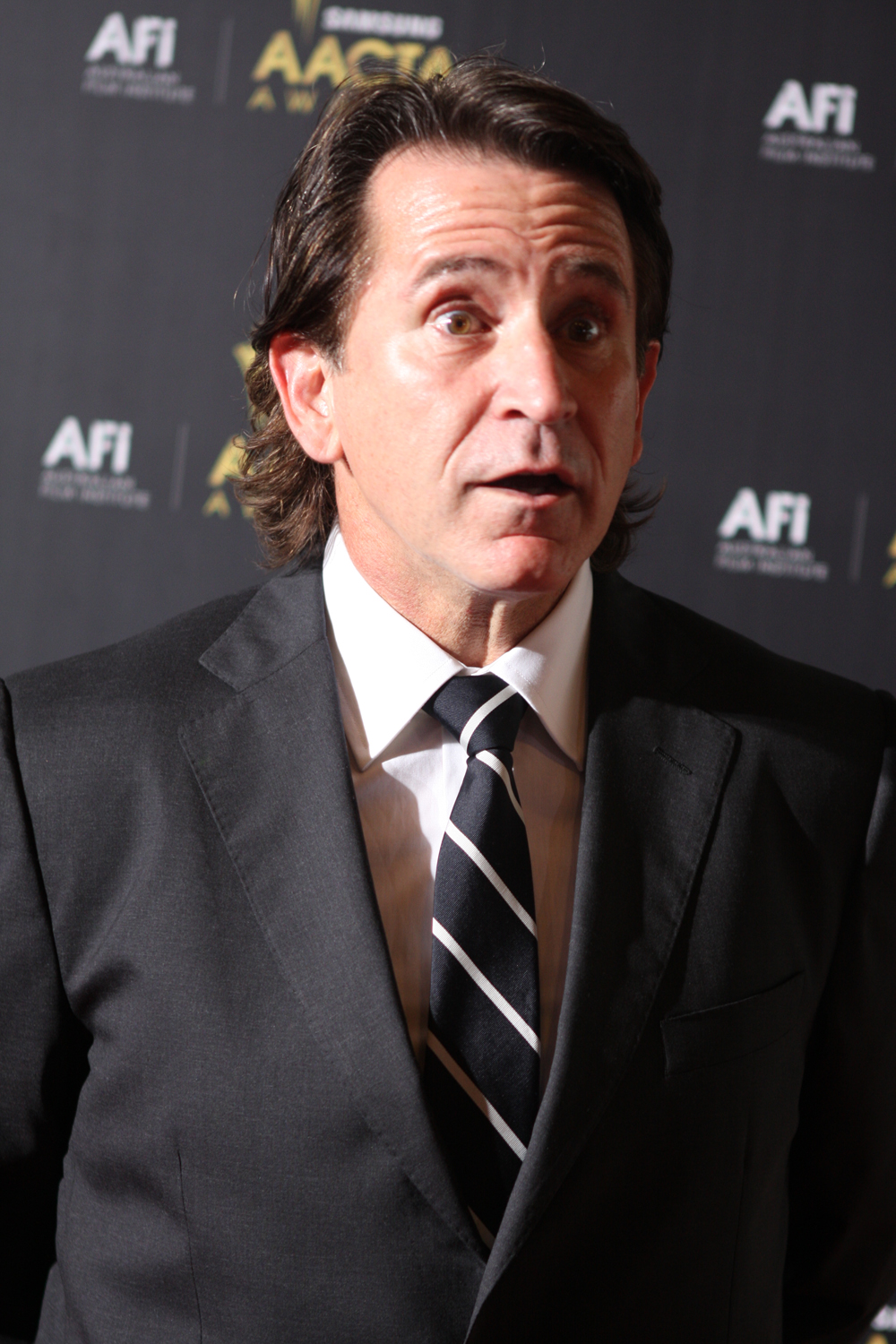
أنتوني لاباليا، أفضل ممثل في مسلسل – دراما

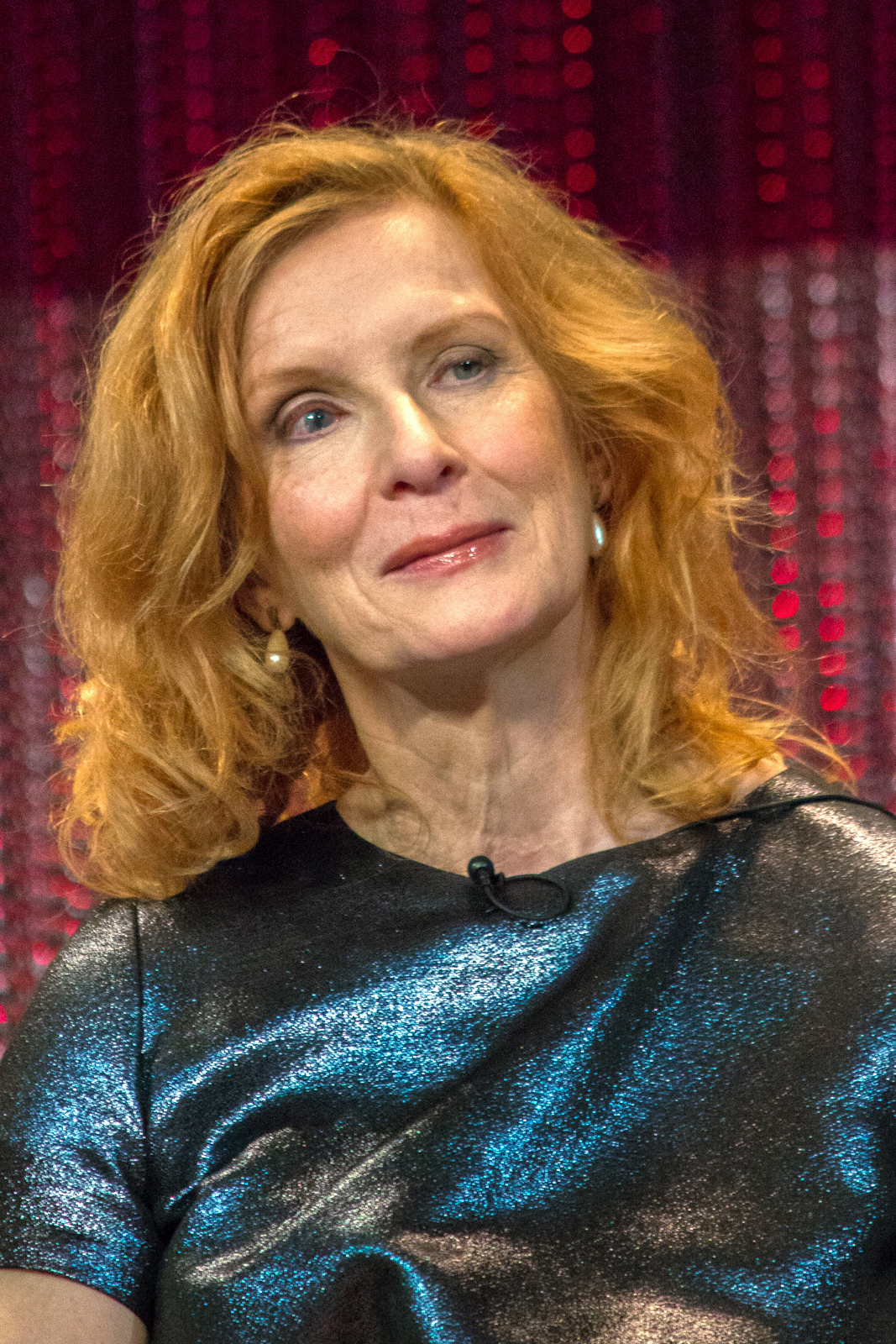
فرانسيس كونروي، أفضل ممثلة في مسلسل – دراما

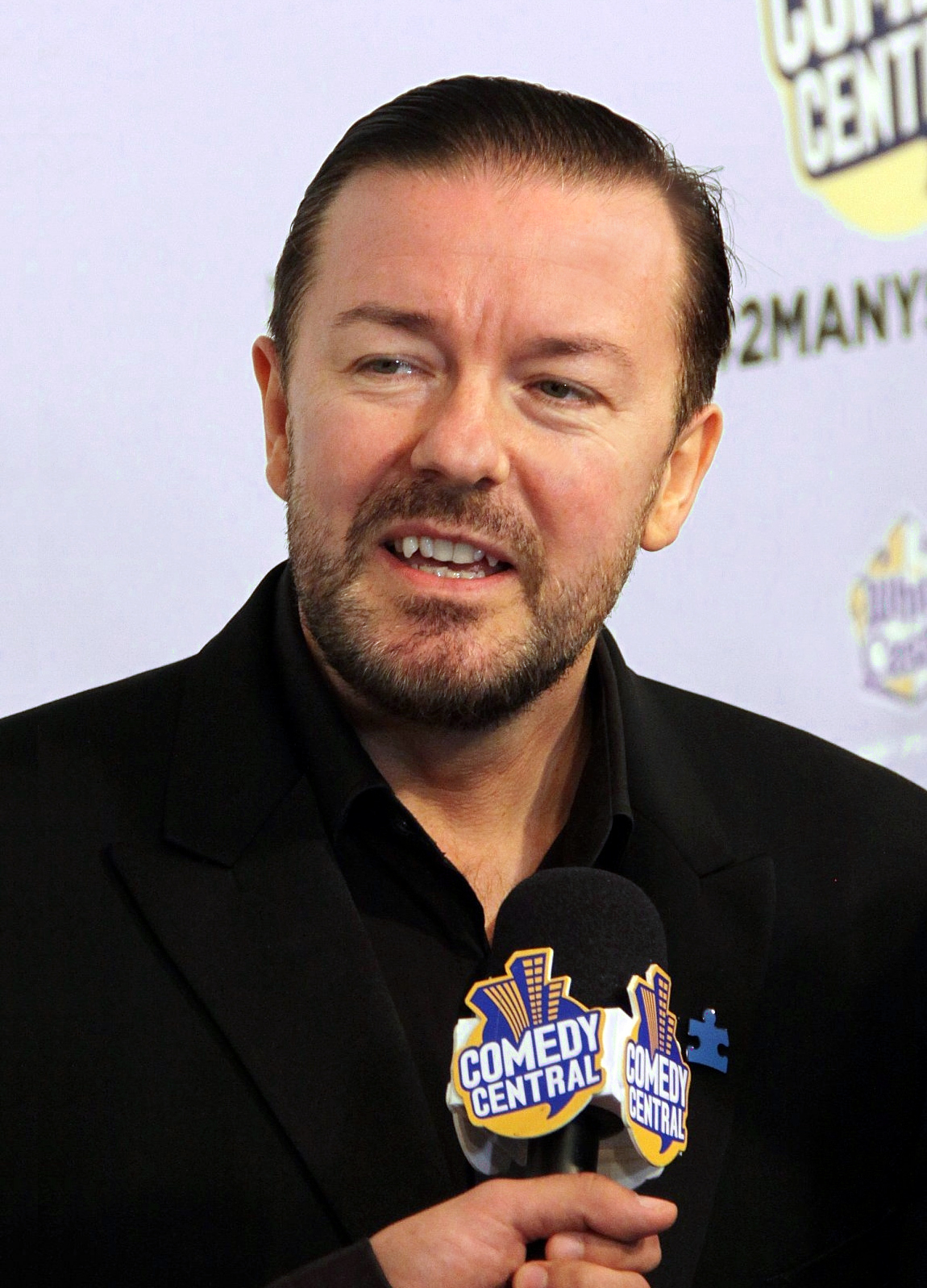
ريكي جيرفيه، أفضل ممثل في مسلسل – موسيقي أو كوميدي

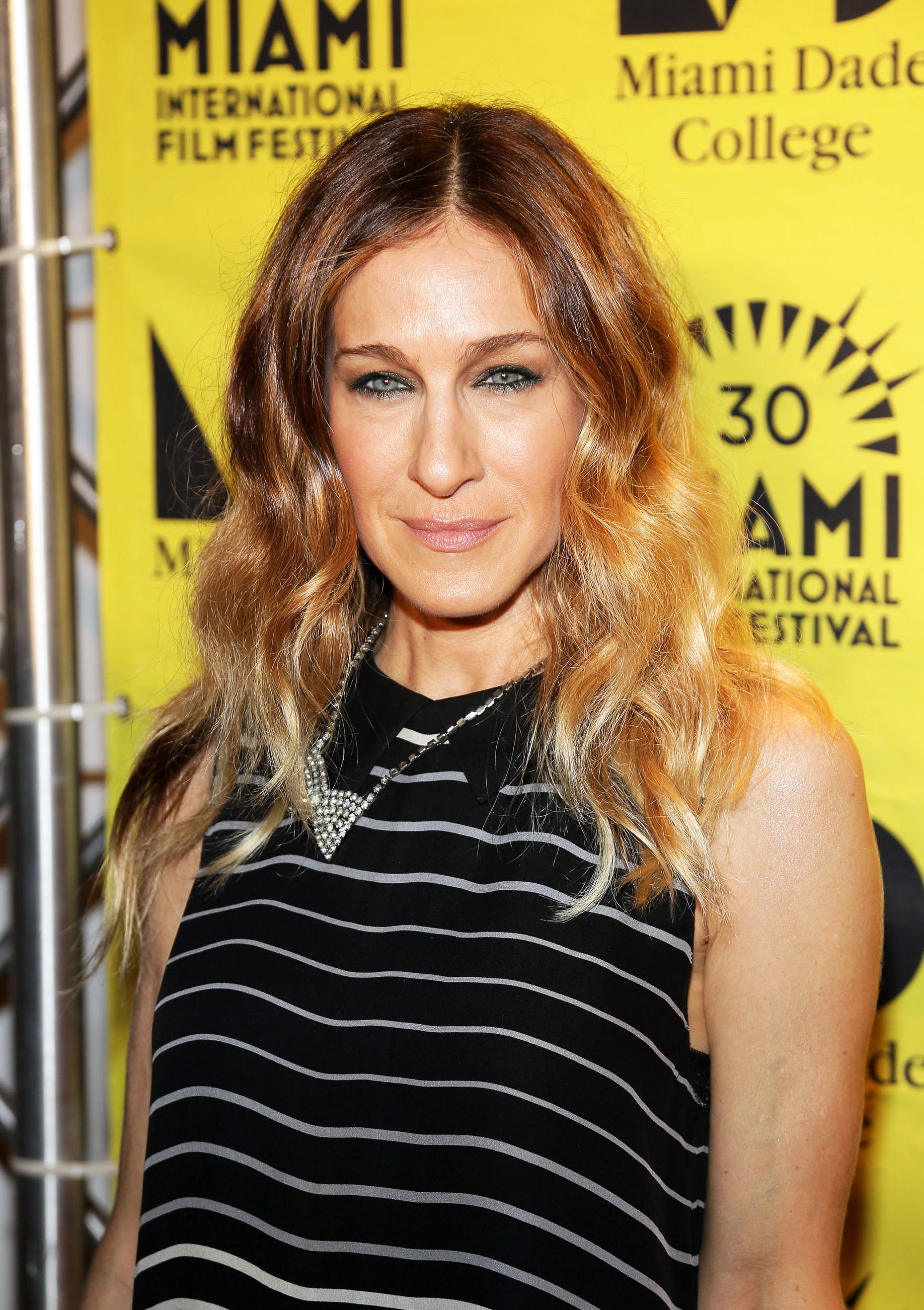
سارة جيسيكا باركر، أفضل ممثلة في مسلسل – موسيقي أو كوميدي

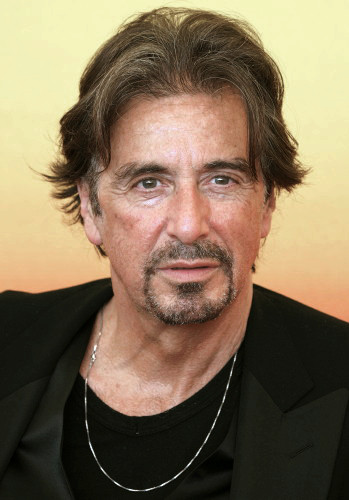
آل باتشينو، أفضل ممثل في مسلسل قصير أو فيلم تلفزيوني

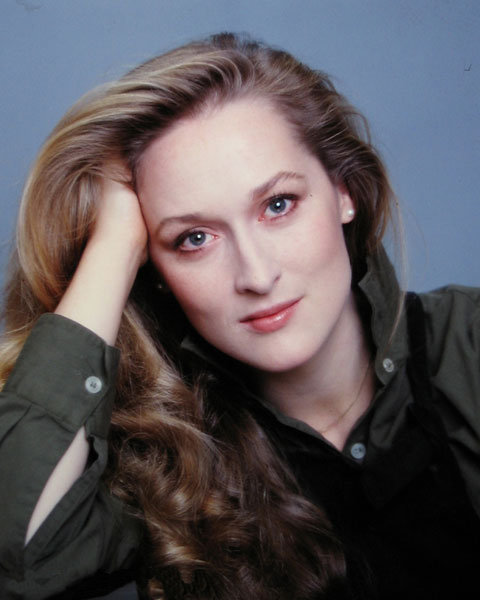
ميريل ستريب، أفضل ممثلة في مسلسل قصير أو فيلم تلفزيوني

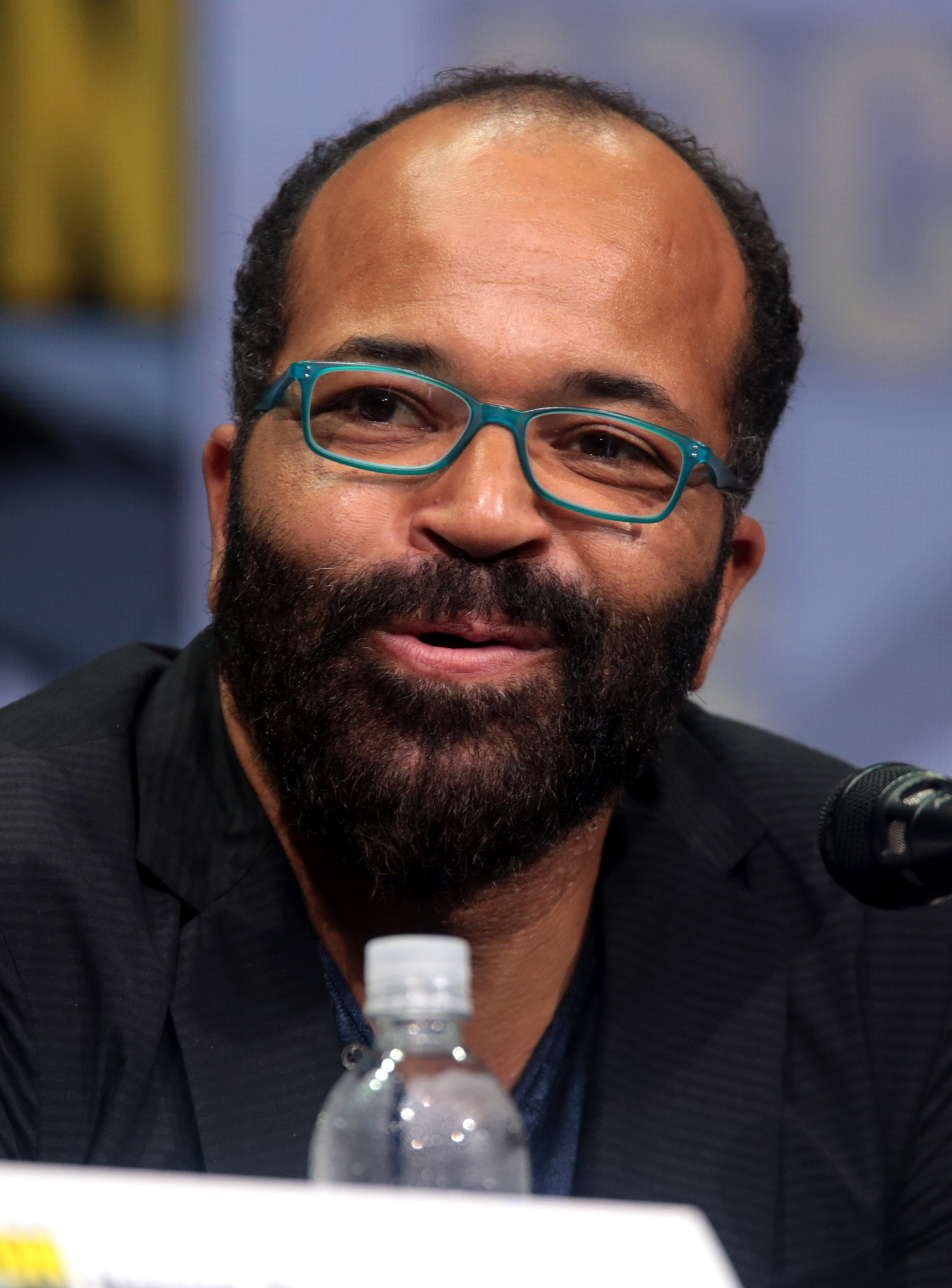
جيفري رايت، أفضل ممثل مساعد في مسلسل قصير أو فيلم تلفزيوني

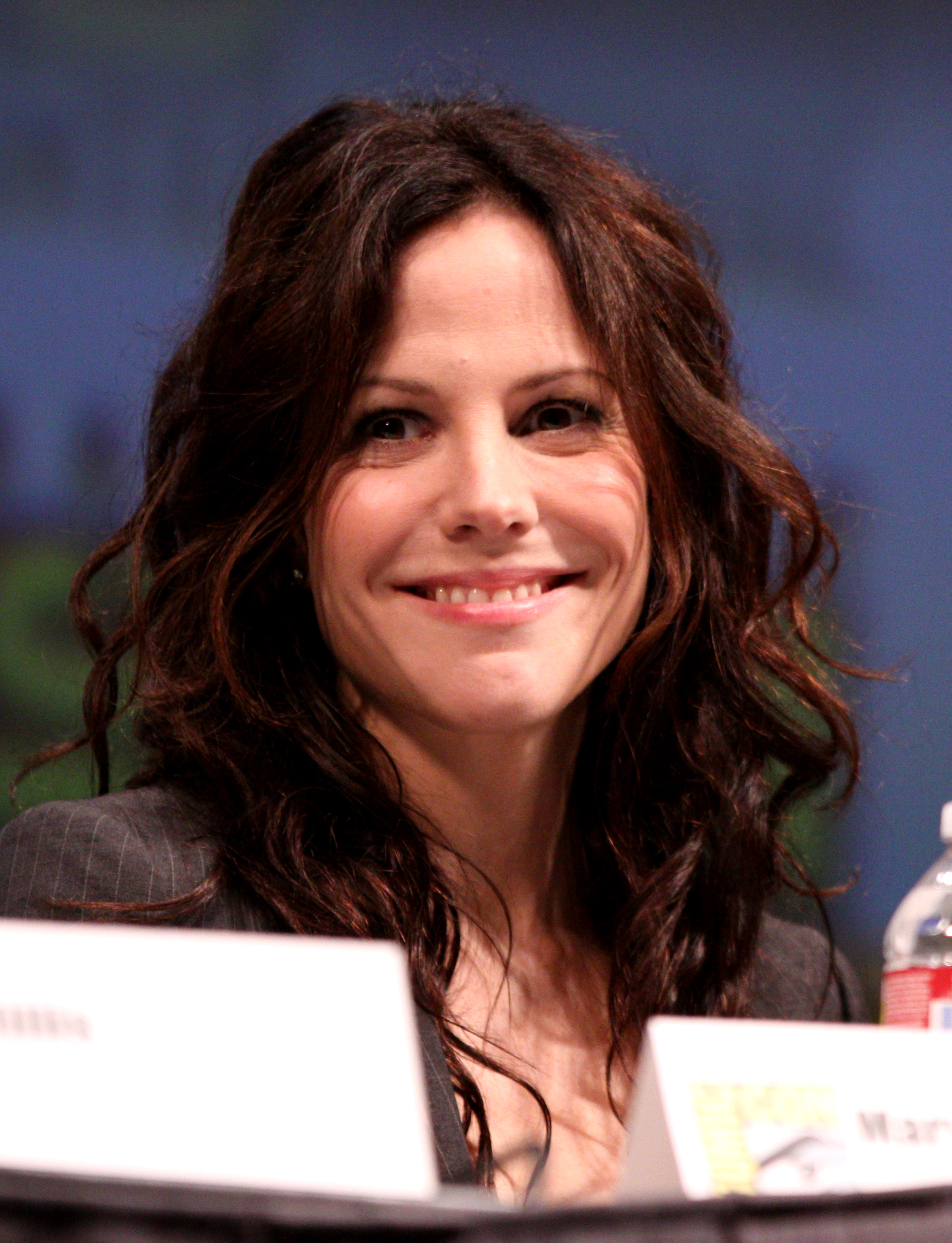
ماري-لويز باركر، أفضل ممثلة مساعدة في مسلسل قصير أو فيلم تلفزيوني

فيما يلي الفائزين والمرشحين لجوائز الغولدن غلوب الحادية والستون. أسماء الفائزين واردة في الجزء العلوي من كل قائمة بخط غليض.

### الأفلام
| أفضل فيلم | أفضل فيلم |
| دراما | موسيقي أو كوميدي |
| --- | --- |
| - سيد الخواتم: عودة الملك - الجبل البارد - الربان والقائد: الجانب البعيد عن الوطن - نهر غامض - سيبيسكيت | - ضائع في الترجمة - لفها مثل بيكام - بيج فيش - البحث عن نيمو - الحب الحقيقي |
| أفضل أداء في فيلم – دراما | |
| ممثل | ممثلة |
| - شون بن – نهر غامض بدور جيمي ماركوم - راسل كرو – الربان والقائد: الجانب البعيد عن الوطن بدور جاك اوبري - توم كروز – الساموراي الأخير بدور ناثان ألغرين - بن كينغسلي – منزل الرمل والضباب بدور العقيد. مسعود أمير بهراني - جود لو – الجبل البارد بدور دبليو. بي. إنمان                     | - تشارليز ثيرون – وحش بدور أيلين ورنوس - كيت بلانشيت – Veronica Guerin بدور فيرونيكا غيران - سكارليت جوهانسون – الفتاة ذات القرط اللؤلؤي بدور جرايت - نيكول كيدمان – الجبل البارد بدور أيدا مونرو - أوما ثورمان – اقتل بيل الجزء 1 بدور بيتريكس كيدو - إيفان رايتشل وود – ثلاثة عشر بدور تريسي فريلاند                                               |
| أفضل أداء في فيلم – موسيقي أو كوميدي | |
| ممثل | ممثلة |
| - بيل موري – ضائع في الترجمة بدور بوب هاريس - جاك بلاك – مدرسة الروك بدور ديوي فين - جوني ديب – قراصنة الكاريبي: لعنة اللؤلؤة السوداء بدور جاك سبارو - جاك نيكلسون – Something's Gotta Give بدور هاري سانبورن - بيلي بوب ثورنتون – سانتا الشرير بدور ويلي تي. ستوكس                        | - ديان كيتون – Something's Gotta Give بدور إريكا باري - جيمي لي كرتيس – الجمعة العجيبة بدور Tess Coleman/Anna Coleman - سكارليت جوهانسون – ضائع في الترجمة بدور شارلوت - دايان لاين – Under the Tuscan Sun بدور فرانسيس مايز - هيلين ميرين – Calendar Girls بدور كريس هاربر                                                                          |
| أفضل أداء دور مساعد في فيلم | |
| ممثل مساعد | ممثلة مساعدة |
| - تيم روبنز – نهر غامض بدور ديف بويل - أليك بالدوين – المبرد بدور شيلدون "شيلي" كابلو - ألبرت فيني – بيج فيش بدور إدوارد بلوم العجوز - ويليام ميسي – سيبيسكيت بدور تيك توك مغلوفلين - بيتر سارسجارد – زجاج مكسر بدور تشارلز لين - كين واتانابي – الساموراي الأخير بدور موريتسوجو كاتسوموتو | - رينيه زيلويغر – الجبل البارد بدور روبي ثويس - ماريا بيلو – المبرد بدور ناتالي بيليساريو - باتريسيا كلاركسون – قطع من أبريل بدور جوي بيرنز - هوب ديفيس – American Splendor بدور جويس برابنر - هولي هنتر – ثلاثة عشر بدور ميلاني فريلاند |
| أفضل مخرج | أفضل سيناريو |
| - بيتر جاكسون – سيد الخواتم: عودة الملك - صوفيا كوبولا – ضائع في الترجمة - كلينت إيستوود – نهر غامض - أنتوني مانغيلا – الجبل البارد - بيتر وير – الربان والقائد: الجانب البعيد عن الوطن | - صوفيا كوبولا – ضائع في الترجمة - ريتشارد كورتيس – الحب الحقيقي - بريان هيلغلاند ‏ – نهر غامض - أنتوني مانغيلا – الجبل البارد - جيم شيريدان، كرستين شريدان و نعومي شيريدان – في أمريكا [الإنجليزية] |
| أفضل موسيقى تصويرية أصلية | أفضل أغنية أصلية |
| - هوارد شور – سيد الخواتم: عودة الملك - ألكسندر ديسبلا – الفتاة ذات القرط اللؤلؤي - داني إلفمان – بيج فيش - غبريال يارد – الجبل البارد - هانز زيمر – الساموراي الأخير | - "Into the West" (آني لينوكس، فران والش وهوارد شور) – سيد الخواتم: عودة الملك - "The Heart of Every Girl" (إلتون جون وبيرني توبين) – ابتسامة الموناليزا - "Man of the Hour" (إيدي فيدير) – بيج فيش - "Time Enough For Tears" (بونو، جافين فرايداي وMaurice Seezer) – في أمريكا [الإنجليزية] - "You Will Be My Ain True Love" (ستينغ) – الجبل البارد |
| أفضل فيلم بلغة أجنبية | |
| - Osama (أفغانستان ‏) - الغزوات البربرية (كندا) - وداعا لينين (سينما ألمانية) - السيد إبراهيم (فرنسا) - العودة (روسيا) | |

### المسلسلات
| أفضل مسلسل | أفضل مسلسل |
| دراما | موسيقي أو كوميدي |
| --- | --- |
| - 24 - سي اس آي: التحقيق في موقع الجريمة - نيب/تك - ستة أقدام تحت الأرض - الجناح الغربي | - المكتب - عائلة بلوث - مونك - الجنس والمدينة - ويل وغريس |
| أفضل أداء في مسلسل – دراما | |
| ممثل | ممثلة |
| - أنتوني لاباليا – دون أثر بدور Jack Malone - مايكل تشيكلس – الدرع بدور المحقق. فيك ماكي - وليام بيترسين – سي اس آي: التحقيق في موقع الجريمة بدور Gil Grissom - مارتن شين – الجناح الغربي بدور جوزايا بارتليت - كيفر سثرلاند – 24 بدور جاك باور                     | - فرانسيس كونروي – ستة أقدام تحت الأرض بدور روث فيشر - جينيفر غارنر – إيلياس بدور سيدني بريستو - أليسون جاني – الجناح الغربي بدور سي. جي. كريغ - جولي ريتشاردسون – نيب/تك بدور Julia McNamara - أمبير تامبلين – Joan of Arcadia بدور Joan Girardi                   |
| أفضل أداء في مسلسل – موسيقي أو كوميدي | |
| ممثل | ممثلة |
| - ريكي جيرفيه – المكتب بدور David Brent - مات لوبلان – فريندز بدور جوي تريبياني - بيرني ماك – عرض بيرني ماك بدور بيرني مكولوغ - إيريك ماكورماك – ويل وغريس بدور ويل ترومان - توني شلهوب – مونك بدور أدريان مونك                                                     | - سارة جيسيكا باركر – الجنس والمدينة بدور كاري برادشو - بوني هنت – Life with Bonnie بدور بوني مالوي - ريبا ماكنتاير – Reba بدور Reba Nell Hart - ديبرا ميسينغ – ويل وغريس بدور غريس أدلر - بيتي شرام – مونك بدور مونك - أليسيا سيلفرستون – Miss Match بدور Kate Fox |
| أفضل أداء في مسلسل قصير أو فيلم تلفزيوني | |
| ممثل | ممثلة |
| - آل باتشينو – ملائكة في أمريكا بدور روي كون - أنتونيو بانديراس – And Starring Pancho Villa as Himself بدور بانشو فيا - جيمس برولين – The Reagans بدور رونالد ريغان - تروي غاريتي – Soldier's Girl بدور Barry Winchell - توم ويلكينسون – Normal بدور Ruth Applewood | - ميريل ستريب – ملائكة في أمريكا بدور هانا بيت - جودي ديفيس – The Reagans بدور نانسي ريغان - جيسيكا لانج – Normal بدور Irma Applewood - هيلين ميرين – The Roman Spring of Mrs. Stone بدور Karen Stone - ماغي سميث – My House in Umbria بدور Emily Delahunty         |
| أفضل أداء ثانوي في مسلسل أو مسلسل قصير أو فيلم تلفزيوني | |
| ممثل مساعد | ممثلة مساعدة |
| - جيفري رايت – ملائكة في أمريكا بدور نورمان "بليز" آرياغا - شون هايز – ويل وغريس بدور جاك ماكفارلاند - لي بيس – Soldier's Girl بدور كالبيرنيا أدامز - بن شينكمان – ملائكة في أمريكا بدور لويس إرينسون - باتريك ويلسون – ملائكة في أمريكا بدور جو بيت                | - ماري-لويز باركر – ملائكة في أمريكا بدور هاربر بيت - كيم كاترال – الجنس والمدينة بدور سامانثا جونز - كريستين دافيس – الجنس والمدينة بدور شارلوت يورك غولدبلات - ميغان مولالي – ويل وغريس بدور كارين ووكر - سينثيا نيكسون – الجنس والمدينة بدور ميراندا هوبز        |
| أفضل مسلسل قصير أو فيلم تلفزيوني | |
| - ملائكة في أمريكا - My House in Umbria - Normal - Soldier's Girl - The Roman Spring of Mrs. Stone | |

## توزيع الجوائز

### الأكثر ترشيحًا

#### الأفلام
الأفلام الـ13 التالية تلّقت عدّة ترشيحات:
| الترشيحات | الفيلم                                 |
| --------- | -------------------------------------- |
| 8         | الجبل البارد                           |
| 5         | ضائع في الترجمة                        |
| 5         | نهر غامض                               |
| 4         | بيج فيش                                |
| 4         | سيد الخواتم: عودة الملك                |
| 3         | الساموراي الأخير                       |
| 3         | الربان والقائد: الجانب البعيد عن الوطن |
| 2         | المبرد                                 |
| 2         | الفتاة ذات القرط اللؤلؤي               |
| 2         | في أمريكا [الإنجليزية]                 |
| 2         | الحب الحقيقي                           |
| 2         | Something's Gotta Give                 |
| 2         | ثلاثة عشر                              |

#### المسلسلات
المسلسلات الـ10 التالية تلّقت عدّة ترشيحات:
| الترشيحات | الفيلم                            |
| --------- | --------------------------------- |
| 7         | ملائكة في أمريكا                  |
| 5         | الجنس والمدينة                    |
| 5         | ويل وغريس                         |
| 3         | مونك                              |
| 3         | الجناح الغربي                     |
| 2         | 24                                |
| 2         | سي اس آي: التحقيق في موقع الجريمة |
| 2         | نيب/تك                            |
| 2         | ستة أقدام تحت الأرض               |
| 2         | المكتب                            |

### الأكثر فوزاً

#### الأفلام
حصلت الأفلام التالية على أكثر من جائزتين:
| عدد الجوائز | الفيلم                                        |
| ----------- | --------------------------------------------- |
| 4           | The Lord of the Rings: The Return of the King |
| 3           | Lost in Translation                           |
| 2           | Mystic River                                  |

#### المسلسلات
حصلت المسلسلات التالية على أكثر من جائزتين:
| عدد الجوائز | المسلسل           |
| ----------- | ----------------- |
| 5           | Angels in America |
| 2           | المكتب            |